# واکا (ویسکانسین)
واکا (به انگلیسی: Waukau) یک منطقهٔ مسکونی در ایالات متحده آمریکا است که در شهرستان وینه‌بگو، ویسکانسین واقع شده‌است. واکا ۲۵۵ نفر جمعیت دارد و ۲۵۳٫۹ متر بالاتر از سطح دریا واقع شده‌است.